# 萨默顿 (亚利桑那州)
萨默顿（英文：Somerton），是美国亚利桑那州尤马县下属的一座城市。面积约为7.3平方英里（约合18.9平方公里）。根据2010年美国人口普查，该市有人口14,287人，人口密度为1,959.80/平方英里。在建制上，该市属于“City”。